# Tentacul

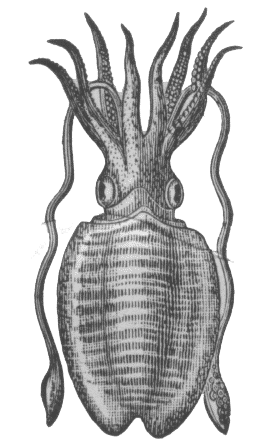
Sepie ce are 2 tentacule

În zoologie, un tentacul  este un organ, un apendice flexibil, lung și mobil, prezent la unele specii de animale acvatice, majoritatea nevertebrate, în special cefalopode. Tentaculele deservesc la pipăit, la apucat prada și depinzând de specie, pot ajuta la locomoție.